# Vincent iz Kastva
Vincent iz Kastva (15. stoljeće), hrvatski umjetnik.
Najpoznatije djelo majstora Vincenta iz Kastva su freske iz crkve sv. Marije na Škrilinah (Škrilinama) kod Berma u Istri. Ove freske je naslikao i potpisao 1474. godine, te predstavljaju jedan od najljepših i najvrednijih ciklusa freskoslikarstva na istarskom području. Prizori iz Bogorodičina i Kristova života teku po zidovima gotičke crkvice u dva niza. 
Majstor Vincent biblijske motive smješta u tipičan istarski pejzaž s brežuljcima i gradićima (Molitva na Maslinskoj gori), a scenu Poklonstva kraljeva interpretira izrazito svjetovno, slikajući dominantnu dvorsku povorku dama i vitezova u kasnogotičkoj odjeći. Ove kasnogotičke zidne slike karakteristične su za istarsku lokalnu školu druge polovice 15. stoljeća, a majstor Vincent iz Kastva njezin je najbolji predstavnik.